# Football Club Groningen 2002-2003
Questa voce raccoglie le informazioni riguardanti il Football Club Groningen nelle competizioni ufficiali della stagione 2002-2003.

## Rosa
Fonte:
| N. |                               | Ruolo | Calciatore            |
| -- | ----------------------------- | ----- | --------------------- |
|    | Paesi Bassi (bandiera)        | P     | Roy Beukenkamp        |
|    | Paesi Bassi (bandiera)        | P     | Jelle ten Rouwelaar   |
|    | Paesi Bassi (bandiera)        | D     | Claus Boekweg         |
|    | Paesi Bassi (bandiera)        | D     | Kurt Elshot           |
|    | Svezia (bandiera)             | D     | Mathias Florén        |
|    | Svezia (bandiera)             | D     | Magnus Johansson      |
|    | Macedonia del Nord (bandiera) | D     | Mile Krstev           |
|    | Paesi Bassi (bandiera)        | D     | Arnold Kruiswijk      |
|    | Paesi Bassi (bandiera)        | D     | Melchior Schoenmakers |
|    | Paesi Bassi (bandiera)        | C     | Joost Broerse         |
|    | Paesi Bassi (bandiera)        | C     | Raymond Bronkhorst    |

| N. |                        | Ruolo | Calciatore        |
| -- | ---------------------- | ----- | ----------------- |
|    | Paesi Bassi (bandiera) | C     | Jordi Hoogstrate  |
|    | Brasile (bandiera)     | C     | Hugo              |
|    | Curaçao (bandiera)     | C     | Anton Jongsma     |
|    | Paesi Bassi (bandiera) | C     | Paul Matthijs     |
|    | Paesi Bassi (bandiera) | C     | Sander van Gessel |
|    | Serbia (bandiera)      | A     | Dejan Čurović     |
|    | Paesi Bassi (bandiera) | A     | Martin Drent      |
|    | Nigeria (bandiera)     | A     | Pius Ikedia       |
|    | Paesi Bassi (bandiera) | A     | Rolf Landerl      |
|    | Sudafrica (bandiera)   | A     | Glen Salmon       |
|    | Paesi Bassi (bandiera) | A     | Ignacio Tuhuteru  |